# Aikatsu！偶像活動！

;

《Aikatsu！偶像活動！》是BANDAI發售的卡片互動街機遊戲。2012年10月25日開始推出遊戲為先驅，2012年10月8日動畫開始播放。宣傳口號為「國民的偶像試鏡遊戲」。

## 概要
作為BANDAI研發的DATA CARDDASS街頭卡片互動機器系列，在光之美少女系列的運行同時，也打算展開自己的原創角色活動，因此與日昇動畫合作撰寫以偶像為題材的遊戲故事。2012年10月25日推出街機遊戲之前，日昇動畫製作的電視動畫於2012年10月8日先行在東京電視台開始播放，並且也起用AKB48所屬的偶像成員為遊戲代言人。
雖然遊戲原始的對象為小學女生，但也逐漸產生男性、中學、高中生以及青年年齡層的支持者，尤有一部分曾是SEGA已結束運行的同類型遊戲時尚魔女 LOVE AND BERRY當時的玩家長大後轉而支持本遊戲。日本IC卡截至2014年12月的登入人數已經突破150萬人。
海外推行方面，香港以『星夢學園』的名稱在2014年1月7日起播出動畫並販售手機APP專用卡片商品（代理商為瑞華行）。台灣地區於2014年5月起以『偶像學園』名義引入機台，成為『Aikatsu！』機台首個海外授權地區（代理商為SEGA TAIWAN) 。 印度尼西亞於2014年11月引入機台，為第二個海外授權地區(代理商為pt megaindo gemilang lestari)。香港於2015年12月起以『星夢學園』名義引入機台，為第三個海外授權地區(代理商為瑞華行）。韓國於2016年8月起以『I am star！』名義引入機台(從Season3份開始)，為第四個海外授權地區。中國大陸於2016年1月起以『偶像活动』其後更名為『偶活学园』名義引入機台（從第一季第一彈開始），為第五個海外授權地區（代理商為广州华立科技股份公司）。
2016年5月18日正式結束運行，日本在同年5月推出新機台偶像活動Stars！。
（海外版方面，2019年初完成第四季後，推出偶像活動Friends！，與日本原版的做法不同。）

## 登場人物
部分無漢字或可引用解釋之名字以香港或台灣電視台翻譯為準。
劇中登場人物年齡隨時間軸改變，以第1、2部主角星宮莓為準：第1話時為中學一年級、第26話時為中學二年級、第51話為中學三年級、第76話為高中一年級、第127話為高中二年級；第3、4部主角大空明里為準：第76話登場為中學一年級，第127話為中學二年級。
台灣引進的大型機台版本，遊戲中的角色另外採用台灣的配音，陣容與動畫版不同。遊戲版第3部起改為中國的配音。

### 主要玩家角色

#### 星光學園（主要玩家角色）

##### 第1部開始
星宮莓（Hoshimiya Ichigo）
配音員：日：諸星堇（聲）、霧島若歌（歌）／港：凌晞／台：傅其慧（第1、2部與遊戲版）→李昀晴（第3、4部與劇場版）、劉如蘋（Stars第70集）、徐瑀甄（on Parade）
3月15日出生，雙魚座，血型O型。
街機第1彈登場玩家，動畫故事第1、2部主角。
常用品牌：Angely Sugar。
憧憬著頂尖偶像的神崎美月，决定把饭勺变成麦克风。在中學一年級時開始偶像活動，从对偶活界一无所知的女孩成长为了一个合格的偶像，在第一季大结局参加了"星光女王杯"但以失败告终。
为了找到属于自己的未来，她在"星光女王杯"比赛后孤身一人獨自到美國一年進行著偶像活動的修行，她靠着在美国买便当生活在陌生的环境，没有亲人朋友并经历过各种刻苦的训练在一年后返回。
回归后她與校園的同伴和競爭對手夢幻學園的偶像們一邊切磋琢磨，在第二季结尾的一场团体赛"最佳伙伴杯"终于经历多次挑战失败后迎来了这得之不易的成功。
在莓出道拼斗了四年后，第三季(第三四季主角:大空明里)刚出一半，随之迎来了一个剧场版"大星宫莓祭" 用最简洁的系统和服装，打造出了偶活无人能及的龙卷风气场，终于在活动结束后成为了排行榜第一的顶级偶像。
霧矢葵（Kiriya Aoi）
配音員：日：田所梓（聲）、上花楓裏（歌）／港：何寶珊（第1-3部）→鄭麗麗（第4部）／台：林沛笭（第1部與遊戲版）→龍顯蕙（第2部）→連婉鈞（第3、4部、劇場版、Stars第70集與on Parade）
1月31日出生，水瓶座，血型A型。
街機第1彈開始登場玩家。
常用品牌：FUTURING GIRL。
因為擅長收集並分析藝能情報而被稱為「偶像博士」，入學考筆試第一名，與星宮莓是青梅竹馬關係。
口頭禪是。
在電視連續劇「不良刑警」飾演主角，並在女演員界中大放異彩。
紫吹蘭（Shibuki Ran）
配音員：日：大橋彩香（聲）、吉河順央→市倉有菜（歌）／港：黃昕瑜、鄭麗麗（代配）／台：馮嘉德（第1、2部）、劉如蘋（第1集）→陳凱莉（第3部）、連思宇（Stars第70集）、王貞令（on Parade）
8月3日出生，獅子座，血型AB型。
街機第1彈開始登場玩家。
常用品牌：SPICY AGEHA。
星宮莓和霧矢葵的同級好友，因為有著冷漠的性格與美麗的外貌，所以有著「美麗的冰刀」的稱號。
所喜歡的東西都是大人味的東西，但事實上非常容易害羞。
有栖川乙女（Arisugawa  Otome）
配音員：日：黑澤朋世（聲）、美谷玲實（歌）／港：陳皓宜／台：劉如蘋（第1、2部、遊戲版與on Parade）→陳凱莉（第3、4部與劇場版）
5月5日出生，金牛座，血型B型。
街機第2彈開始登場，於動畫第10集登場。
常用品牌：Happy Rainbow。
口頭禪是「LOVE YOU！」。性格超級天然單純，容易受事物感動，喜歡吃甜點。
受到新偶像團體「Soleil」的影響，於第38集與北大路櫻和神谷詩音組成新偶像團體「 Powa Powa Puririn」。第1部結束後，升上三年級後成為星光女王。
藤堂百合香（Todo Yurika）
配音員：日：沼倉愛美（聲）、山崎萌→美谷玲實（歌）／港：羅孔柔／台：馮嘉德（第1、2部）→李昀晴（第3、4部與劇場版）、劉如蘋（Stars第70集）、王貞令（on Parade）
12月26日出生，摩羯座，血型B型。
街機第3彈開始登場，於動畫19集登場。
常用品牌：Loli Gothic。
自稱吸血鬼與人類所生的混血少女，正尋找相伴自己僕人的吸血鬼後裔。口頭禪是「小心被我百合香大人吸血喔」。
動畫第38集雖然曾參加「Tristar」的考試可惜最終失敗，在紫吹蘭退出「Tristar」後，由神崎美月親自指名成為「Tristar」的成員之一參與活動。
很討厭突然衝出的動物和有人躺進自己睡覺的棺木盒裡，喜歡吃「來來軒」的大蒜拉麵大蒜加量。
北大路櫻（Kitaoji Sakura）
配音員：日：安野希世乃（聲）、愛野繪理（歌）／港：成瑤孆／台：劉如蘋（第1、2部與on Parade）、傅其慧（遊戲版）→李昀晴（第3、4部與劇場版）
4月6日出生，白羊座，血型A型。
街機第4彈開始登場，於動畫26集登場。
常用品牌：Aurora Fantasy。
有着高雅、文靜的性格。小時候便跟神崎美月互相認識，是星宮莓的後輩。
於第38集與有栖川乙女和神谷詩音組成新偶像「Powa Powa Puririn」。
在說話時不時會出現「北大路劇場」。
於第124集成為星光女王。
一之瀨楓（Ichinose Kaede）
配音員：日：三村優奈（聲）、市倉有菜（歌）／港：劉惠雲、葉曉欣（代配）／台：林沛笭（第1部與遊戲版）→龍顯蕙（第2部）→連婉鈞（第3、4部、劇場版、Stars第70集與on Parade）
11月23日出生，射手座，血型O型。
街機第5彈開始登場，於動畫第33集登場。
常用品牌：Magical Toy。
Tristar中的其中一員，是神崎美月指定的偶像。
從美國返回日本的美國日僑，與星宮莓同屆。「楓壽司」的指定代言人。擅長魔術。
神谷詩音（Kamiya Shion）
配音員：日：瀨戶麻沙美（聲）、市倉有菜（歌）／港：魏惠娥／台：馮嘉德（第1、2部）→李昀晴（第3、4部）、張乃文（劇場版）、楊凱凱（on Parade）
1月11日出生，摩羯座，血型A型。
常用品牌：FUTURING GIRL。
從十歲就開始於電視劇演出的演技派少女，被稱為「擁有百變表情的女演員」，與霧矢葵經過一番角逐後成為新電視劇「不良刑警」的雙主角搭檔。
接受有栖川乙女邀請加入「Powa Powa Puririn」，亦曾被邀請加入「STAR☆ANIS」演出，但因忙於戲劇而拒絕。
喜歡的品牌與霧矢葵同為「FUTURING GIRL」。
原有一頭黑色長髮，因為「不良刑警」的試鏡所以剪短了。
三輪光（Minowa Hikari）
配音員：日：森谷里美（聲）、森下結丹子（歌）／港：張頌欣／台：劉如蘋（本篇）、李昀晴（劇場版）、 （on Parade）
3月28日出生，白羊座，血型AB型。於第8集登場。
常用品牌：SPICY AGEHA。
被紫吹蘭視為對手的同年級生，兩度擊敗過紫吹蘭，個性狂妄但很努力，多半從事網路表演，經常翹課，被稱為「地下的太陽」。
喜歡的品牌與紫吹蘭同樣是「SPICY AGEHA」。

##### 第2部開始
大空明里（Ozora Akari）
配音員：日：下地紫野（聲）、遠藤瑠香（歌）／港：林元春／台：龍顯蕙（本篇與劇場版）、石薇（Stars第69、70集）、王貞令（on Parade）
4月1日出生，白羊座，血型A型 。
於街機2014系列「Fresh Cup」登場、2015年第1彈登場玩家。動畫故事第76話登場、動畫故事第3、4部的主角。
常用品牌：Dreamy Crown。
憧憬著星宮莓，在星宫指导和提拔下遇到了很多伙伴，最后逐渐成功。
中學一年級時，在星光學園入學試鏡中被星宮莓選中成為偶像。
嚮往著像星宮莓那樣的偶像，原本只一味模仿星宮莓，卻沒有相應的實力，但每天都在跟伙伴们进行偶活。在第3季出道不久后在一场活动上打败了实力超强的「Tristar」和「Powa Powa Puririn」，并成功跟她的组合一起举办了全国巡演。最后在一年後，僅初中二年級即成為星光女王。
第116話成功通過節目「大空天氣」的試鏡活動，並於下話成為氣象主播。
每次以氣象主播的身份報道天氣時都會說「今天會是什麼樣的天空呢？」。
於《偶像學園 on Parade！》的全系列偶像之最佳偶像杯中，先是獲得第四屆的星光女王(與神崎美月，有栖川乙女及北大路櫻)的優勝，再與各學園優勝者比賽中獲得總冠軍。
服部優（Hattori Yu）
配音員：日：照井春佳（聲）、堀越瀨奈（歌）／港：鄭麗麗／台：劉如蘋（第2部）→連婉鈞（第3、4部與on Parade）
7月17日出生，巨蟹座，血型AB型。
常用品牌：Swing ROCK。
大空明的同班同學兼最初的室友。左耳戴一顆紅色星形耳環，喜歡爵士舞，第102話時因宿舍漏雨問題而與大空明別居。喜歡做假的飾物。
第118話時作為交換生前往京都的姬櫻女子學院，第135話時再度作為交換生前往神戶愛德華學院，從此被稱為「旅行偶像」。
第156話受到京都電視台的邀請，上了京都旅遊與萬聖節特別節目，並由「甜軟撫子」當神秘來賓。
與現在的室友茉莉組成雙人團體「THUNDERBOLTϟ」。

##### 第3部開始
冰上堇（Hikami Sumire）
配音員：日：和久井優 （聲）、巴山萌菜（歌）／港：何晶晶（第3部）→劉惠雲（第4部）／台：陳凱莉（本篇與劇場版）、劉如蘋（Stars第69-70集）、徐瑀甄 （on Parade）
10月20日出生，天秤座，血型AB型 。
街機2015年第1彈與動畫102話登場。
常用品牌：Loli Gothic。
與大空明里同屆，是大空明里於一年級第二學期的新室友。起初因自己長期都沒有室友，加上自己一個人集中精神而幾乎一次都未搭上話，而非常的孤單，直到遇到與因為漏雨的關係而搬到自己室房的大空明里後，開始逐漸敞開心房。
性格文靜、酷炫而高貴的美人，是一個擅長塔羅牌占卜和好事占卜的女孩子，非常會製作甜點及泡茶，最喜歡白雪公主，因此也很喜歡蘋果派。此外個性也內向害羞，講起鬼故事也會讓人不寒而慄。
自幼喜歡唱歌，被姐姐鼓勵就讀星光學園，成為有著『舞台上綻放的冰之花』美名的歌姬。
於第131集與黑澤凜組成二人組合「Dancing Diva」。
於第147集與大空明里和新條雛姬組成三人組合「Luminas」。
於第152集與大空明里和新條雛姬以「Luminas」的身分開始了為期三個月的全國巡迴演唱會。
新條雛姬（Shinjo Hinaki）
配音員：日：石川由依 （聲）、未來光希（歌）／港：曾秀清／台：連婉鈞
6月11日出生，雙子座，血型B型 。
街機2015年第1彈與動畫104話登場。
常用品牌：Vivid Kiss。
與大空明里同屆。以童星出身，已有13年偶像的資力。有時會幫忙大空明里和冰上堇解說如何當偶像，此時會拿湯匙當麥克風。
對「偶像活動卡片」十分熟悉，是一個熱愛時尚的流行女孩子，性格陽氣開朗，但似乎不太會削馬鈴薯。
綽號與自稱為「小雛（ひな）」。
於第132集與紅林珠璃組成二人組合「'熱情✮Jalapeno''」。
於第147集與冰上堇和大空明里組成三人組合「Luminas」。
於第152集與冰上堇和大空明里以「Luminas」的身分開始了為期三個月的曰本全國巡迴演唱會。
紅林珠璃（Kurebayashi Juri）
配音員：日：齋藤綾（聲）、天音美穗（歌）／港：吳羨婷（第3部）→梁少霞（第4部）／台：李昀晴（本篇）、王貞令（on Parade）
7月31日出生，獅子座，血型O型 。
街機2015年第2彈與動畫109話登場。
常用品牌：Sangria Rosa。
與大空明里同屆，新條雛姬兒時好友。為西班牙和日本混血兒，所以說話老帶著西班牙腔調。
以成為像母親一般的大牌演員為目標而中途轉入星光學園，是如火一般熱情的女孩子。興時就會演起鬥牛舞。
對於玩遊戲雖十分熱血，但一旦玩輸就會出現十分沮喪的表情。
習慣用西班牙語接詞，最常見的是「Gracias」（謝謝）。
於第132集與新條雛姬組成二人組合「熱情✮Jalapeno」。
於第149集與黑澤凜和天羽圓組成三人組合「Vanilla Chili Pepper」。
黑澤凜（Kurosawa Rin）
配音員：日：高田憂希（聲）、松岡七瀬（歌）／港：曾佩儀（第3部）→陳皓宜（第4部）／台：龍顯蕙（本篇）、徐瑀甄（on Parade）
1月1日出生，摩羯座，血型AB型。
街機2015年第4彈與動畫127話登場。
常用品牌：Dance Fusion。
較大空明里晚一屆的新生。擅長街舞表演，表演有着"宛如閃電"的評價（在網路上被叫「躍動閃電」）。很崇拜同為舞者的Johnny老師。
比男孩子有些衝，但有時有點害羞。容易緊張，一旦緊張起來，走路就會同手同腳，行動也會變得笨拙。興奮時幾乎什麼都會忘掉，包括呼吸。遇到不擅長的事注意力就會立刻消散。
超級害怕妖魔鬼怪，而且別人講鬼故事時會當真，發生和故事情節相同的事時甚至會崩潰暈倒。
在同學中是大姊姊般的存在。很喜歡吃湯圓。
於第131集與冰上堇組成二人組合「Dancing Diva」。
於第149集與紅林珠璃和天羽圓組成三人組合「Vanilla Chili Pepper」。
天羽圓（Amahane Madoka）
配音員：日：川上千尋（聲）、星咲花那（歌）／港：何璐怡／台：陳凱莉（本篇）、楊凱凱（on Parade）
2月14日出生，水瓶座，血型O型。
街機2015年第4彈與動畫127話登場。
常用品牌：Angely Sugar。
由於小時候會到祖母家玩，所以比其他人更早認識星宮莓和Soleil，也更早認識星光學園的織姬學園長和Johnny老師。
黑澤凜的同學兼室友。笑容甜美可人的少女（被叫作「天使的微笑」）喜歡甜食，也有著堅毅的一面。說話一針見血很直接，不時傷人。
開心時會跳著走路，甚至還會飛撲。
於第134集與大空明組成二人組合「Skips♪」。
於第149集與黑澤凜和紅林珠璃組成三人組合「Vanilla Chili Pepper」。

##### 第4部開始
大地乃乃（Daichi Nono）
配音員：日：小岩井小鳥（聲）、天音美穗（歌）／港：魏惠娥／台：李昀晴（本篇）、徐瑀甄（on Parade）
1月10日出生，魔羯座，血型O型。
街機2016年第1彈與動畫153話登場。
常用品牌：Dolly devil。
北海道偶像，後轉進星光學園。
自幼喜歡在人群前唱歌。個性比較熱情。
綽號叫「乃乃親（ののっち）」
常常使用北海道的方言「なまら」，也就是「非常」的意思（香港翡翠台字幕則將其顯示為「非常」的諧音「希常」）。
白樺梨沙（Shirakaba Risa）
配音員：日：福沙奈惠（聲）、松岡七瀬（歌）／港：葉曉欣／台：張乃文（本篇）、穆宣名（on Parade）
12月14日出生，射手座，血型A型。
街機2016年第1彈與動畫153話登場。
常用品牌：Dolly devil。
北海道偶像，後轉進星光學園。在北海道時，曾在當地的小劇場表演過。
大地乃乃的搭檔，性格乾脆，但也很害羞，跟大地乃乃個性完全相反，很了解大地乃乃。綽號叫「梨沙貝（リサッペ）」，大地乃乃取的，不喜歡在別人面前被大地乃乃這樣叫。

#### 夢想學園
音城星羅（Otoshiro Seira）
配音員：日：石原夏織（聲）、上花楓裏（歌）／港：何璐怡／台：劉如蘋（第2部與on Parade）→陳凱莉（第3部）→張乃文（第4部與劇場版）
11月11日出生，天蠍座，血型A型。
街機2014年第1彈與動畫第51集登場。
常用品牌：Swing ROCK。
夢想學園的插班新人，與星宮莓同屆。
入學前和朋友經營樂團，是持有絕對音感的音樂少女。家中經營咖啡廳，非常喜歡貓。被說可愛時會害羞。於第94集與星宮莓組成二人組合「2wingS」。
口頭禪是「啦啦啦～的感覺」「如果你是"Do"我就是"Re"；如果你是"Re"我就是"Mi"，我永遠都不會輸」。
冴草紀伊（Saegusa Kii）
配音員：日：秋奈（聲）、市倉有菜（歌）／港：葉曉欣／台：馮嘉德（第2部）→李昀晴（第3、4部與劇場版）、王貞令（on Parade）
12月3日出生，射手座，血型O型。
街機2014年第1彈與動畫第51集登場。
常用品牌：MAGICAL TOY。
夢想學園學生，與星宮莓同屆。
在學校內選擇製作人課程，並擔任音城星羅的專屬製作人。日夜都為音城星羅的製作操心，但對自己的事非常不在行。常喝「腦力閃電（Brain Thunder）」補充體力。
原本沒有躋身偶像行列的打算，但意外獲選廣告代言人後決定也兼任自己的製作人成為偶像。對於重點非常注意，所以說話時會重複三次。興奮時，說話節奏會變快，口頭禪是「OK OK OK~」。
小時候非常老實，所以在同學間沒互動，也是她的大煩惱，可是在媽媽幫忙改造型象後便變得非常活潑。
風澤空（Kazesawa Sora）
配音員：日：高橋未奈美（聲）、吉河順央→愛野繪理（歌）／港：曾佩儀（第2-3部）→梁少霞（第4部）／台：龍顯蕙（本篇與劇場版）、劉如蘋（遊戲版）、徐瑀甄（on Parade）
10月2日出生， 天秤座，血型B型。
街機2014年第2彈與動畫第61集登場。
常用品牌：Bohemian Sky。
夢想學園學生，與星宮莓同屆。
人氣偶像，在夢想學院內選擇設計師課程，願望是成為正式設計師創立品牌。
兒時在摩洛哥度過，因遇上波希米亞人咪咪姐而想成為設計師，喜歡動物、崇尚自然與民族風情，偶爾也有天然呆的一面。在宿舍飼養名爲“巴姆”的鸚鵡。為非洲及日本的混血兒。有時設計時會念著咪咪姐的口頭襌，原文是波希米亞語。
第61集實現創立品牌「Bohemian Sky」的夢想，並身穿自己的設計進行表演。
姬里瑪莉亞（Himesato Maria）
配音員：日：富岡美沙子（聲）、愛野繪理（歌）／港：黃瑩瑩→廖杏茵（第139集起）→羅孔柔（第172集起）、林芷筠（代配）／台：傅其慧（第2部）→連婉鈞（第3、4部、on Parade）、張乃文（劇場版）
4月18日出生，白羊座，血型O型。
街機2014年第3彈與動畫第68集登場。
常用品牌：Aurora Fantasy。
夢想學園學生，與星宮莓同屆。
人氣偶像，擅長美妝造型。家境相當富裕，在山上擁有廣闊的土地，在牧場上放牛，還擁有幾架私人直升機。
音城諾艾爾（Otoshiro Noeru）
配音員：日：宮本佳那子→加隈亞衣（第72集起）／港：成瑤孆（第2部第59集前、第4部）、廖杏茵（第2部第60集後至第3部）／台：江銘珊（第2部）→連婉鈞（第3、4部與on Parade）
音城星羅的妹妹，與星宮賴智同校同年級的隔壁班學生（國中時代以後為同班級），非常崇拜星宮莓。與星宮賴智認識後一起以自家店面宣傳身邊偶像的活動消息。出生於聖誕節，而諾艾爾這名字為法語的聖誕節。
第172集表示因為羨慕姐姐音城星羅而開始有做偶像的念頭，後來看到和自己同齡的大空明她們能在舞台上發光發亮，所以轉進夢想學園就讀，開始做偶像。
對動物過敏。

#### 其他
神崎美月（Kanzaki Mizuki）
配音員：日：壽美菜子（聲）、笹鎌里須子（歌）／港：詹健兒／台：馮嘉德（第1、2部）→陳凱莉（第3、4部與劇場版）、石薇（Stars第70集）、連婉鈞（on Parade）
9月18日出生，處女座，血型A型
街機2013年開始以NPC（Non Player Character)身分登場，第六彈及2014年第四彈開始可以玩家身分出場。
在第一部故事中就讀於星光學園的學生，比星宮莓大一屆的學姊。是學園中人氣和實力排名第一的當紅偶像，也是星宮莓所憧憬的目標。
有著小學以來的豐富經歷作為其他學生的榜樣，表面上天生麗質但私下是個努力家。時常展露不滅的優雅笑容，是一個親切的偶像。相當看好星宮莓。曾與北大路櫻的祖父學習日本舞。一直都喜歡與崇拜夢幻假面。
中學三年級時創設以她量身打造的新服裝品牌「LOVE QUEEN」，第2部自創品牌為「LOVE MOONRISE」。
在故事前期不是街機主要玩家，第六彈期間為選用角色，直到於2014年第四彈復活前之間使用需解鎖。
第2部到夢幻學園當顧問，後來離開。
夏樹未來（Natsuki Mikuru）
配音員：日：洲崎绫（聲）、巴山萌菜→上花楓裏（歌）／港：張頌欣／台：傅其慧（第1、2部）→龍顯蕙（3部）→張乃文（第4部與劇場版）、 楊凱凱（on Parade）
7月7日出生，巨蟹座，血型O型 身高163cm。街機2014年第4彈與動畫第78集正式登場。喜歡的品牌是「ViVid Kiss」。
突然與神崎美月一起以雙人組合「WM」名義進入演藝圈的神秘新人。在花店工作，對花語以及服裝品味都很在行。
第83話提及神崎美月早於在星光學園時就見過送花來學校的未來，因此萌生與她一起行動的念頭。第99集表明因希望參加園藝師世界盃而暫時解散「WM」，後來得了冠軍。
喜歡的食物是雪糕與汽水，有飼養寵物雪貂「菲烈太」。
藤原雅（Fujiwara Miyabi）
配音員：日：關根明良（聲）、美谷玲實（歌）／港：陳琴雲／台：李昀晴（本篇）、楊凱凱（on Parade）
9月14日出生，處女座，血型B型。
街機2015年第3彈暨動畫第118集登場。喜歡的品牌是「櫻色花傳」。
與大空明同年，就讀京都姬櫻女子學院的京都偶像。原為薙刀選手，被導師挖角而進入偶像學校。
屬於文靜成熟的類型，但被挖出弱點或被其他角色建議表現的可愛些時便會顯得不知所措。
小雅雖然看起來一直是酷酷的，獨自凜然，難以接近的類型，其實非常溫柔，有點天然呆的模樣也很可愛。
於第136集與栗心音組成二人組合「甜軟撫子」。
栗心音（Kurisu Kokone）
配音員：日：伊藤加奈惠（聲）、愛野繪理（歌）／港：張頌欣／台：連婉鈞
8月21日出生，獅子座，血型A型。
街機2015年第5彈暨動畫第135集登場。喜歡的品牌是「Retro Clover」。
與大空明同年，藤原雅的舊識。就讀神戶愛德華學院的神戶偶像。是地方偶像，所以到了星光學園之後有段時間很不習慣。個性樂天可愛，有活力，但偶爾有點自我中心。
跑超快也是特點之一。喜歡吃甜點，家裡經營點心店「Châtaigne」。口頭禪是「世界的中心在此！！」或是「世界的中心是心音！」
於第136集與藤原雅組成二人組合「甜軟撫子」。
堂島妮娜（Dojima Nina）
配音員：日：矢野亞沙美（聲）、星咲花那（歌）／港：成瑤孆／台：李昀晴（本篇）、王貞令（on Parade）
2月7日出生，水瓶座，血型AB型。
街機2016年第2彈暨動畫第161話登場。喜歡的品牌是「Mecha Paniq」。就讀大阪難波天下一學園的搞笑偶像，曾打算入讀星光學園，但因喜歡搞笑而來到大阪。

### 星光學園

#### 主要相關者
光石織姬（Mitsuishi Orihime）
配音員：日：松谷彼哉（聲）、相澤梨紗（歌）／港：朱妙蘭→陸惠玲／台：劉如蘋（第1、2部與on Parade）→龍顯蕙（第3、4部與劇場版）
星光學園學園長。從演藝圈引退之前為傳說的偶像組合「假面舞會」成員，過去藝名為「姬」。在事業巔峰時為了繼承父親光石陽太郎的事業而引退，同時成為學園長。
對學生採用開放性發展，但會主導各類演出工作機會接洽，也會給予現煩惱的學生幫助。
偶像氣場是「薔薇與閃亮泡泡」。
強尼別府（ Bepp）
配音員：日：保村真／港：麥皓豐／台：丘台名（第1、2部）→李勇（第3、4部與劇場版）、歐祖豪（on Parade）
DJ體育服的長髮熱血男老師，分別在小莓與明里的中學時期擔任班導師。經常以「Honey」（台譯甜心）稱呼學生，並給予奇怪英文綽號（如稱呼星宮莓為「Star宮莓」、神崎美月為「Beautiful Moon」以及涼川直人為「Cool川」）。口頭禪是'Honey'和'Show time'。前身是熱門舞者團體「Sunny&Johnny」成員，曾經當過「假面舞會」動作指導，會採用「先讚後批」方式給予意見。雖然專業，但性格也脫線，經常被學園長吐槽。
涼川直人（Suzukawa Naoto）
配音員：日：豐永利行／港：陳灝瑋／台：丘台名（第1、2部）→歐祖豪（第3、4部、劇場版與on Parade）
學園雜務役，是堤亞拉學園長的弟弟，負責打理學園女王專屬宿舍，年紀僅比學生們大些的青年，經常給予尤其星宮莓或是等其他人一些建議。在外與朋友組成地下樂團「More Than True」，在樂團中單任主唱，藝名簡稱「直」。127話被任用為教師，擔任黑澤凜與天羽圓班主任，但偶爾還是會拿起掃把掃地來當靜心運動。在番外，他也是和星宫莓是官方cp。

#### 學校學生
立花蜜雪兒（Tachibana Michelle）
配音員：日：福沙奈惠／港：吳羨婷／台：馮嘉德
星宮莓的的同年級生，日本與美國的混血兒，與同學冰室朝美組成女子雙重唱「SPLASH」。
冰室朝美（Himuro Asami）
配音員：日：木戶衣吹／港：曾佩儀／台：劉如蘋
星宮莓的同年級生，立花宮雪兒的搭檔，是個文靜的藍色長髮少女。
新城繪麻（Shinjou Emma）
配音員：日：名塚佳織／港：張頌欣／台：劉如蘋
大星宮莓兩屆的學姊，於第23集登場。
外型豔麗，是「SPICY AGEHA」的現任專屬代言人之一，也是紫吹蘭努力想打敗的對象。
三森茜（Mimori Akane）
配音員：日：藤田茜／港：林元春／台：劉如蘋
第29話登場。霧矢葵和星宮莓的後輩，非常崇拜霧矢葵。
中山由奈（Nakayama Yuna）
配音員：日：雨宮天／港：黃瑩瑩／台：馮嘉德
第12話登場，由於父母在美國工作而無法與她一起過聖誕節，同時想念童年看過的大聖誕樹；因此星宮莓她們就爽快地答應她，而去砍伐一棵大樹當作聖誕樹，讓她不再難過。
平坂彩（Hirasaka Aya）
配音員：日：夏川椎菜／港：陳皓宜
花月美羽（Hanaduki Miu）
配音員：日：菊池心／港：林元春
中國風的女孩。
市原一華（Ichihara Ichika）
配音員：日：五十嵐裕美／港：黃瑩瑩
西島仁乃（Nishijima Nino）
配音員：日：松嵜麗／港：張頌欣
美浦珊瑚（Miura Sango）
配音員：日：加隈亞衣／港：朱妙蘭
以上三人皆在第33、34話登場。
久世若葉（Kuze Wakaba）
配音員：日：雨宮天
使用「Cool」類型的女孩，綠髮。
片桐菫（Katagiri Sumire）
配音員：日：菅谷彌生
柚木奈奈（Yuzuki Nana）
配音員：日：杉浦奈保子（第6話）→夏川椎菜（第12話）
黑澤滿（Kurosawa Michiru）
配音員：日：夏川椎菜／港：林芷筠
星宮莓的同班同學，肩上隨時隨地都帶着一个帶耳朵的骷髏頭(實際上是老鼠寵物)。
早瀨小夏（Hayase Konatsu）
配音員：日：雨宮天
望月緣（Mochiduki Yukari）
配音員：日：森谷里美
小山內千帆（Osanai Chiho）
配音員：日：福沙奈惠
吉川心（Yoshikawa Kokoro）
配音員：日：福沙奈惠／港：林元春
宮本史奈（Miyamoto Fumina）
配音員：日：瀨戶麻沙美／港：鄭麗麗
森胡桃
配音員：日：木戶衣吹／港：魏惠娥
木村利緒（Kimura Leo）
配音員：日：森谷里美
夏目晶（Natsume Akira）
配音員：日：菅谷彌生
平山美咲（Hirayama Misaki）
柴田七海（Shibata Nanami）
配音員：日：不明／港：曾佩儀
宮川杏奈（Miyagawa Anna）
配音員：日：不明／港：謝潔貞
野野宮千代（Nonomiya Chiyo）
松枝渚（Matsue Nagisa）
佐野晴美（Sano Harumi）
戶塚紗季（Totsuka Saki）
菊池花鈴（Kikuchi Karin）
藤本繪里香（Fujimoto Erika）
高岡友繪（Takaoka Tomoe）
綾崎麻里亞（Ayasaki Maria）
- 以下學生與星宮莓同屆但不同班

柚葉鳴（ゆずは めい），Yuzuha May）
配音員：日：水間友美
烏丸律（からすまる りつ），Karasumaru Ritsu）
配音員：日：木戶衣吹
中森小春（なかもり こはる），Nakamori Koharu）
配音員：日：三村優奈
保坂滴（ほさか しずく），Hosaka Shizuku）
配音員：日：安野希世乃
宮內桃（みやうち もも），Miyauchi Momo）
配音員：日：森谷里美
- 以下學生比星宮莓晚一屆，於26話入學

相馬紀理子（Souma Kiriko）
配音員：日：夏川椎菜
稻垣千春（Inagaki Chiharu）
配音員：日：森谷里美
彈正雅春（Danjou Masaharu）
配音員：日：三村優奈
琴原乃英流（Kotohara Noeru）
配音員：日：福沙奈惠
千堂夢歌（Sendou Yumeka）
配音員：日：瀨戶麻沙美
勝俣雲雀（Katsumata Hibari）
配音員：日：木戶衣吹
可川風花（Kagawa Fuuka）
配音員：日：森谷里美
結城亞也子（Yuuki Ayako）
配音員：日：福沙奈惠
三輪皐月（Miwa Satsuki）
配音員：日：福沙奈惠
北大路櫻的室友，龐克頭的少女，82話時跟北大路櫻組成隊伍參加夥伴盃。喜歡的品牌是「Swing ROCK」。
宮小路友美（Miyakouji Tomomi）
配音員：日：小堀幸
大空明入學時的引導學姐。
- 以下學生比星宮莓晚三屆（與大空明同屆），於77話入學

長谷川茉莉（Hasegawa Matsuri）
配音員：日：矢野亞沙美／台：李昀晴
服部優於第102話以後的室友。
綿貫美美（Watanugi Mimi）
大空明的同班同學，血型O型，身高160cm，街機2015年系列活動卡出場。
幽木靈華（Yuuki Reika）
大空明的同班同學，血型AB型，身高154cm，街機2015年系列活動卡出場。
水越亞利沙（Mizukoshi Arisa）
配音員：日：中惠光城
大空明的同班同學，血型A型，身高155cm，街機2015年系列活動卡出場。
二階堂麗（Nikaido Urara）
大空明的同班同學。與綿貫美美組成組成雙人團體「美美♪麗麗（ミミ♪ララ）」。
西園寺椿（Saionji Tsubaki）
配音員：日：清水彩香／港：詹健兒／台：張乃文（本篇）、 （on Parade）
大空明的隔壁班同學，被稱為「完美的女士」。喜歡的品牌是「Dreamy Crown」。
希望從瀨名翼（Dreamy Crown 首席設計師）得到特別卡片，曾被拒絕。為了與瀨名翼見面而跟着大空明，但看到大空明的表演後決定待自己的能力有所提升再拜託他。
- 以下學生動畫版未出場

小久保由佳（Kokubo Yuka）
街機遊戲限定對手角色，出現於街機第3彈活動卡。
園田愛梨（Sonoda Airi）
真白桃（Mashiro Momo）
漫畫版登場。

#### 學校職員
白藤舞（Shirafuji Mai）
配音員：日：奧原彩／台：馮嘉德
星光學園的教師，負責衣裝課程。
仲原綾（Nakahara Aya）
配音員：日：杉浦奈保子
負責該校入學考試與試鏡評分。
淺倉美和（Asakura Miwa）
配音員：日：津田匠子／港：黃麗芳
星光學園的教師，負責舞蹈課程。
間宮翔（Mamiya shou）
配音員：日：高橋英則／港：梁偉德
負責特殊試鏡評分。
Roby鈴城（Roby Suzushiro）
配音員：日：下妻由幸／港：張錦江／台：丘台名
第33話登場。性格溫厚。
四葉春（Yotsuba Shun）
配音員：日：平川大輔／港：陳成港（第3部）→梁偉德（第4部）／台：歐祖豪
第103話開始登場。學生食堂的新任甜點主廚，賣點為甜甜圈。曾當過偶像一陣子。

### 藝能工作者
月影穗乃香（Tsukikage Honoka）
配音員：日：淺川悠／港：黃玉娟／台：劉如蘋（本篇）、張乃文（劇場版）
第3話開始登場。神崎美月的經紀人，個性冷漠嚴肅。
夢咲堤亞拉（Yumesaki Tiara）
配音員：日：遠藤綾／港：謝潔貞、曾秀清（代配）／台：龍顯蕙（第2部）→李昀晴（第3部）、王貞令（on Parade）
夢幻學園的學園長。實為涼川直人親姊（夢咲並非本名），原本從事IT相關事業，因看到培育偶像市場的潛力而決定自己開辦學校，為了彌補對行業的專業知識缺乏而說服神崎美月入學。
過去曾經在『假面舞會』的活動公司工作，與光石織姬曾有一面之緣。
長岡先生（Nagaoka）
配音員：日：保志總一朗／台：李勇
姬櫻女子學院的導師。
井津藻見輝（Itsumo Miteru）
配音員：日：宇垣秀成／港：張錦江／台：丘台名
第12話登場。電視台動作片導演。
廣（Hero）
配音員：日：岸尾大輔／港：李震權／台：丘台名
『More Than True』吉他手，金髮少年。
修羅特（Shurato）
配音員：日：野島裕史／港：周良鴻／台：丘台名
『More Than True』貝斯手，戴著黑色絲帽的長髮男子。
King（King）
配音員：日：日野聰／港：關令翹／台：丘台名
『More Than True』鼓手，留著紅色Mohawk頭的男孩。第44話中一度認為音樂性不合想退出樂團。
館石秋（Tateishi Aki）、羽柴咲（Hashiba Saki）
配音員：日：神田朱未、淺野真澄／港：何璐怡、張頌欣／台：劉如蘋、馮嘉德
第14話登場。星光畢業生，現為職業演員。
鮪（Maguro）
配音員：日：櫻井透／港：曹啟謙／台：丘台名（第1部）→歐祖豪（第3部）
第19話登場。
黑崎（Kurosaki）
配音員：日：仲野裕／港：蕭徽勇／台：丘台名
第21話登場。
村木監督（Muraki）
配音員：日：新垣樽助／港：劉昭文／台：丘台名
第32話登場。個人CM監督。第43話再登場。電影「不思議之國愛麗絲」的電影初監督。
相馬裕太（Souma Yuuta）
配音員：日：森谷里美／港：伍秀霞／台：林沛苓
第32話登場。CM的演員。
顧比（Gubbi）
第40話在霧矢葵的回想中登場。是霧矢葵仰慕的偶像。
西島佐舞子（Nishijima Sabuko）
配音員：日：齊藤貴美子／港：袁淑珍／台：傅其慧
第63話登場。有名的演歌界歌手，由穿大禮服而成名，從神崎美月口中得星宮莓她們的事。曾阻止Mr.Ace刊登有關神崎美月從星光學園轉入夢想學園的報導。
三隅悦子（Misumi Etsuko）
配音員：日：冬馬由美／港：蔡惠萍／台：傅其慧
第70話登場。電影導演，原本是一名替身演員，因此對動作表現要求很嚴格。
花音（Kanon）
配音員：日：藤村步、こだまさおい（歌）／台：張乃文
劇場版登場。歌手兼作曲家，被星宮莓她們邀請為星宮莓的特別演唱會作一曲。與涼川直人為舊識。
波照間南（Hateruma Minami）
配音員：日：藤田茜／港：黃昕瑜／台：張乃文（本篇）、 徐瑀甄（on Parade）
第158話登場。就讀沖繩美麗海音樂學院的沖繩偶像，曾在一次東京的舞蹈選拔時與黑澤凜相識，喜歡黑澤凜的舞蹈。

### 設計師
天羽明日香（Amahane Asuka）
配音員：日：井上喜久子／港：林丹鳳／台：馮嘉德（第1、2部）→李昀晴（第3、4部與劇場版）、王貞令（on Parade）
第9話登場。「Angely Sugar」的總設計師，與光石織姫和星宮林檎是熟人，同時是天羽圓的祖母，是位和藹的老婦。因為看到星宮莓的努力而授予非常稀有的特別卡片。在星宮林檎打算改行時，曾告訴星宮林檎自己的幸福要由自己決定。
藤崎正一（Fujisaki Shouichi）
配音員：日：家中宏／港：李錦綸／台：丘台名
第9話開始登場。「Angely Sugar」職員。經常能被看到在整理公司外的宅院。
神代零（Kamishiro Rei）
配音員：日：野島健兒／港：李凱傑／台：丘台名
「FUTURING GIRL」的總設計師，光石織姫的熟人，第40話登場。避不見世的美形青年。
給予霧矢葵水瓶座星座禮服。
橘杏奈（Tachibana Anna）
配音員：日：澤海陽子／港：林元春／台：劉如蘋
「SPICY AGEHA」的總設計師，同樣是光石織姬的熟人。第23話登場，是蘭積極努力要追逐的對象，即使她現在任用蘭同校的學姊繪麻為代言人。主攻時尚潮流，本身也曾是一線的模特兒。
虹原真（Nijigahara Makoto）
配音員：日：三木真一郎／港：鄧港文／台：丘台名
第15話登場。「HAPPY RAINBOW」的總設計師，整有一個力怎頭的嚴肅潮流青年，討厭失約不守時的人。與Green．Glass認識。最終因有栖川乙女手上有父親送給愛人的戒指而把高級服裝卡交給有栖川乙女。
夢小路魔夜（Yumekouji Maya）
配音員：日：大川透／港：梁偉德／台：丘台名（第1、2部）→歐祖豪（第3部）
第20話登場。「LoLi GoThiC」的總設計師，住在陰森的豪宅，令不少想拿高級服裝卡的偶像覺得可怕，將自己設定為活了三百年的吸血鬼，雇用的員工都會裝成妖魔鬼怪來招待訪客，因藤堂百合香擁有堅強的心而把高級卡交給藤堂百合香。
Green．Glass／格理莎、格艾雷娜（Green Glass／Hiirakii Lisa、Hiirakii Erena）
配音員：日：恆松步（柊理莎）、中司優花（柊艾雷娜）／港：曾佩儀、沈小蘭／台：林沛苓、傅其慧
第30話登場。「Aurora Fantasy」的總設計師兼繪本作家，深居在隱密的森林中。與「HAPPY RAINBOW」的總設計師虹原真認識。
由於匿名因此鮮少人知道該設計師為雙子團體，不太善於寫信，不過有想過去拜訪北大路櫻把高級服裝卡交給北大路櫻，而格理莎是姐姐，格艾利娜是妹妹，但沒人知誰是誰，因為二人太像了。
馬塞爾（Maruseru）
「MAGICAL TOY」的總設計師，一位男性，第34話在一之瀨楓的回想中登場，在第66話出現在日本，在冴草紀伊她們努力追尋後終於追上了他所在的車子，因為被冴草紀伊和朋友的行動感動，所以給了冴草紀伊卡片。
平日兼職街頭小丑來獲得靈感的設計師，原因是想每人都覺得快樂，而他教了一之瀨楓魔術。
風澤空
「Bohemian Sky」的總設計師，同時是偶像，詳見#夢想學園。
KAYOKO（Kayoko）
配音員：日：渡邊明乃 / 港：吳羨婷（第2-3部）→陳琴雲（第4部）／台：龍顯蕙（第2部）→（第3、4部）
第84話登場。「ViVid Kiss」的總設計師，出生於洛杉磯。應神崎美月要求希望能給予夏樹末來個人演唱會的稀有舞台服裝。口頭禪是「真糟糕（ちょーヤバい）！」
瑪其那（Makina）
配音員：日：雪野五月／港：林元春／台：龍顯蕙
「SWING ROCK」的總設計師，女性，第93話登場。專設計搖滾樂團用的服裝，本身也是在世界巡迴演出的貝斯手。
瀨名翼（Sena Tsubasa）
配音員：日：田丸篤志／港：鍾見麟／台：歐祖豪
「Dreamy Crown」的總設計師。第106話登場。天羽明日香的徒弟，剛出道於服裝界，在山郊"Dreamy Lake"湖邊建立自己的個人工作室。基本上只要大空明里有個人表演時都會在會場看到翼，每天早上準時收看大空明里的「大空天氣」。
第160話曾被西園寺椿說過：「有大空明里的地方，必有瀬名翼。」
恩諧洛．篤（Ancielo Atsuji）
配音員：日：松本保典／港：葉振聲／台：李勇
「Sangria Rosa」的總設計師。第110話登場，熱血的西班牙風男子。先後為紅林母女設計專屬表演服。
Sunny（Sunny）
配音員：日：鳥海浩輔／港：梁偉德／台：歐祖豪
「Dance Fusion」的總設計師。第128話登場。曾經是強尼別府的搭檔，共同組成「Sunny & Johnny」，一起被稱為「舞蹈界的王者」。
如月露西（Lucy Kisaragi）
配音員：日：白石涼子／港：張頌欣／台：龍顯蕙
「Dolly devil」的總設計師。第157話登場。經常化裝到街上尋找靈感。在街上偶然與大地乃乃和白樺莉紗相遇，在與她們交談後，找到了新的靈感，表示樂意為她們設計表演服。

### 家人
星宮林檎（Hoshimiya Ringo）
配音員：日：能登麻美子（聲）、成瀬瑛美（歌）／港：梁少霞、黃淑芬（代配）／台：馮嘉德（第1、2部）→李昀晴（第3部與劇場版）、楊凱凱（on Parade）
星宮莓的母親，便當店「全能便當（なんでも弁当）」店主。性格溫和，支持女兒的任何決定。名字的發音同日文中的蘋果。
以前也是星光學園的學生，且當過星光女王，並把星光皇冠的偶像稀有卡交給女兒小莓繼承。
第47話揭露事實上過去是傳說的偶像組合『假面舞會』成員「宮」，但因為想親近支持者而希望經營便當店，與搭檔「姬」一致決定解散組合。
暫時只有星宮莓、霧矢葵、紫吹蘭、星宮賴智、神崎美月、光石織姬、夢咲提亞拉、強尼別府、明日香、星宮太一和大空明知道其身份。
偶像氣場是「報春花與閃亮泡泡」，報春花是與女兒星宮莓的氣場相同。
與女兒一樣都是慣用Angelysugar品牌。
星宮賴智（Hoshimiya Lychee）
配音員：日：瀨戶麻沙美／港：羅杏芝→謝潔貞、曾秀清（第88集代配）／台：劉如蘋（第1、2部與on Parade）→陳凱莉（第3部與劇場版）
星宮莓的弟弟，初登場10歲。神崎美月的支持者，亦對星光學園於學的其他當紅偶像很有興趣，但尤其非常愛霧矢葵，曾經因為情人節時，沒收到霧矢葵的回禮巧克力而失望，但在後來收到巧克力後則馬上恢復笑容。名字的發音同日文中的荔枝。
的漢字寫法曾出現於動畫第48話書寫，但尚未出現官方資料；於香港電視版稱作小智，台灣電視版則譯為羅一。
星宮太一（Hoshimiya Taichi）
配音員：日：子安武人／港：梁偉德／台：丘台名（第1、2部）、歐祖豪（劇場版）
星宮莓的父親，目前於國外工作中。為人老實，但經常用誇張的言詞描述自己的出國經驗。不曾說謊。於第25集登場。
北大路左近（Kitaoji Sakon）
配音員：日：田村睦心／港：胡家豪／台：馮嘉德
北大路櫻的雙胞胎哥哥，也是自家劇團「北大路劇場」的表演者。對柔弱的妹妹住校入學初時表示反對，最後看了她的表演之後決定放手支持她的決定。
音城颯太（Otoshiro Souta）
配音員：日：北田理道／港：蕭徽勇／台：丘台名
音城星羅的父親，住在星宮家附近，與妻子共同經營咖啡店「Vivo」。
音城貴子（Otoshiro Takako）
配音員：日：岡田榮美／港：曾佩儀／台：龍顯蕙
音城星羅的母親。
冴草紗苗（Saegusa Sanae）
配音員：日：菅谷彌生／港：沈小蘭／台：傅其慧
冴草紀伊的母親，醫生，於偏遠孤島服務。一直很疼愛冴草紀伊。
大空學（Ozora Manabu）
配音員：日：荻野晴朗／港：馮錦堂（第3部）→李錦綸（第4部）／台：李勇
大空明里的父親。地理學家，說話總離不開地理的話題每次都會被大空明里阻止，因為一旦開始，就不會停下來。
大空小陽（Ozora Koharu）
配音員：日：冰上恭子／港：黃玉娟（第2-3部）→謝潔貞（第4部）／台：馮嘉德（第2部）→陳凱莉（第3部）
大空明里的母親。儘管女兒的追星路一直失敗，仍持續支持她。
冰上梓（Hikami Azusa）
配音員：日：長谷美希／港：魏惠娥／台：李昀晴
冰上堇的姐姐。激勵冰上堇成為偶像。與妹妹同樣是是「LoLi GoThiC」的愛好者。很會泡茶、做甜點。
紅林可憐（Kurebayashi Karen）
配音員：日：根谷美智子／港：林芷筠（第3部）→黃麗芳（第4部）／台：龍顯蕙
紅林珠璃的母親，現役大牌女演員。代表作為「卡門偵探」。
卡米諾・塞里奧（Camino Serio）
配音員：日：内田夕夜／港：陳廷軒／台：歐祖豪
紅林珠璃的父親，知名的西班牙裔廚師。
艾莉莎別府（Elisa Bepp）
配音員：日：金元壽子／港：陳皓宜／台：陳凱莉
強尼別府的妹妹。於139話結婚。

### 其他角色
太田驅（Ota Kakeru）
配音員：日：三瓶由布子／港：張裕東／台：丘台名
星宮莓的第2號粉絲（第1號粉絲是霧矢葵）。是田徑選手，但是因為受傷回老家休息，回去之後，因為覺得自己沒有傑出的才能，想著“乾脆放棄算了”，後來看到正在試鏡中的星宮莓，她就算跌倒了也即時站起來繼續表演，而打算繼續田徑。
近藤真子（Kondo Mako）
配音員：日：藤田麻美／港：羅杏芝／台：劉如蘋
紫吹蘭的前室友。成為偶像時受到挫折而離開星光學園，但仍然支持著紫吹蘭。
今井瞬（Imai Shun）
配音員：日：小幡記子
足立（Adachi Miku）
配音員：日：小幡真裕
時任美佳子（Tokito Mikako）
配音員：日：美馬利惠子
稻村郁代（Inamura Ikuyo）
配音員：日：橫尾麻理
Mr.Ace（Mr.Ace）
配音員：日：置鮎龍太郎／港：陳成港／台：丘台名
娛樂雜誌記者. 專門揭發夢想學園成功的秘密，63話時神崎美月轉入夢想學園時，因隨身碟內的紀錄涉及妨害神崎美月名譽的資料而被西島佐舞子當場拔除而撤退。
璃音（Rion）
配音員：日：麻倉桃／港：羅杏芝
第42話登場。星宮苺的粉絲。
湯馬斯（Thomas）
在Cafe中登場。
咪咪（Mimi）
配音員：日：園崎未惠／港：朱妙蘭／台：傅其慧
第61話在空的回想中登場。波西米亞女性，啟發風澤空希望成為設計師的願望。
瑪麗（Mary）
漫畫版『Secret Story』的原創人物。是星宮莓在美國發展時期一起奮鬥的新人偶像。有來自父親的日本混血。
堤渚（Tei Nagisa）
配音員：日：高橋李依／港：魏惠娥／台：龍顯蕙
第83話登場。有栖川家幼稚園以前的園生。
持田千牧（Mochida chimaki）
配音員：日：谷井明日香／港：梁少霞／台：傅其慧
第89話登場。藤堂百合香的影迷，內向害羞的女孩。
東朝陽（Azuma Asahi）
配音員：日：五十嵐裕美／港：雷碧娜／台：李昀晴
第111話登場。星宮賴智與音城諾艾爾國中時期的同班同學，是大空明里的大影迷。

## 遊戲

### 玩法
1人玩時用日幣100元或台幣30元（只能投三個10元硬幣）（海外地區幣值各異），2人同時玩的場合用兩倍金額，機器會排出「Aikatsu！」服裝卡片一張（或兩張）。卡片種類包含的上衣、下身、鞋子、連身裝及飾品卡共五種進行角色搭配。遊戲內容是以紅(上)、黃(右)、綠(左)三種顏色的方向控制鍵進行節奏遊戲，遊戲進行中有三次的「特別魅力秀」的機會展現服裝效果作主要加分。遊戲最後會計算所得點數，超過遊戲要求點數者的偶像角色得到試鏡"合格"，否則"不合格"。原則上遊戲進行並非需要使用卡片，但未用卡片時所得點數相對很低。

### ID卡
使用DATA CARDDASS系統的IC卡(海外版為ID卡)進行遊戲的情況下，玩家可以使用原創物件自創偶像角色，遊戲會統計增加的"粉絲數"亦能提升偶像的等級亦得到遊戲內各項紅利,如果買卡片第2張,就有紅利獎品可幫助玩家在遊戲中更有利

### 機台發行卡片
主要是 N、R、P/PR 這些類型。此外 CP(Campaign) 活動稀有卡按情況屬 N 類型或 PR 類型（後者在卡上顯示 CPPR 編號）。
另外像是 PM、PC、TV、PD、CD、PZ、SP、PA、FB、PT、PR、OS ...許多複雜的編號則是週邊相關的附贈卡片。
各種類英文代碼：
N (Normal) 一般卡也就是俗稱的普卡。
R (Rare) 稀有卡。
P/PR （Premium/Premium rare) 特級稀有卡，為最難收集的卡種。一些部分特級稀有卡稱為 MPR、CPPR。讀者應可自己理解。
CP (Campaign 取字頭的C與字中的P) 宣傳特典卡/活動稀有卡，上面有簽名的稱標誌特典卡，從第2彈開始才有CP卡。
留意：
1. 部分地區（如香港、澳門）不是從機台以投幣方式購買卡片。
2. 台灣機台卡片的稀有度，只論機台掉落的情況。
3. 由於不同地區引進的件份均不同，一般不以年份作溝通，而以類似「第二季第四彈」的描述以指向日本原創於2014年季度的第四彈。
| 季度        | 推動開始日     | Card數量                                                    |
| ----------- | -------------- | ----------------------------------------------------------- |
| 第1彈       | 2012年10月25日 | 全52張（普通28+稀有18+Premium特級稀有6）                    |
| 第2彈       | 2012年12月20日 | 全64張（普通28+稀有18+Premium特級稀有6+活動稀有12）         |
| 第3彈       | 2013年2月14日  | 全59張（普通28+稀有18+Premium特級稀有6+活動稀有7）          |
| 第4彈       | 2013年4月18日  | 全64張（普通28+稀有18+Premium特級稀有6+活動稀有12）         |
| 第5彈       | 2013年6月13日  | 全62張（普通28+稀有18+Premium特級稀有6+活動稀有10）         |
| 第6彈       | 2013年8月8日   | 全63張（普通28+稀有18+Premium特級稀有6+活動稀有11）         |
| 2014年第1彈 | 2013年10月10日 | 全64張（普通28+稀有18+Premium特級稀有6+活動稀有12）         |
| 2014年第2彈 | 2013年12月12日 | 全64張（普通25+稀有18+Premium特級稀有9+活動稀有12）         |
| 2014年第3彈 | 2014年2月6日   | 全64種（普通28+稀有18+Premium特級稀有6+活動稀有12）         |
| 2014年第4彈 | 2014年3月27日  | 全68種（普通28+稀有18+Premium特級稀有6+活動稀有12+標誌CP4） |
| 2014年第5彈 | 2014年5月29日  | 全64種（普通28+稀有18+Premium特級稀有6+活動稀有12）         |
| 2014年第6彈 | 2014年7月31日  | 全74種（普通28+稀有18+Premium特級稀有6+活動稀有22）         |
| 2015年第1彈 | 2014年10月2日  | 全73種（普通37+稀有18+Premium特級稀有6+活動稀有12）         |
| 2015年第2彈 | 2014年11月27日 | 全77種（普通37+稀有18+Premium特級稀有14+活動稀有8）         |
| 2015年第3彈 | 2015年1月22日  | 全74種（普通37+稀有18+Premium特級稀有6+活動稀有13）         |
| 2015年第4彈 | 2015年3月26日  | 全71種（普通37+稀有18+Premium特級稀有6+活動稀有7+標誌CP3）  |
| 2015年第5彈 | 2015年5月28日  | 全74種（普通37+稀有17+Premium特級稀有6+活動稀有13）         |
| 2015年第6彈 | 2015年7月30日  | 全80種（普通46+稀有28+Premium特級稀有6）                    |
| 2016年第1彈 | 2015年10月1日  | 全76種（普通40+稀有18+Premium特級稀有6+活動稀有12）         |
| 2016年第2彈 | 2015年11月26日 | 全73種（普通33+稀有19+Premium特級稀有9+活動稀有12）         |
| 2016年第3彈 | 2016年1月21日  | 全71種（稀有59+Premium特級稀有6+標誌CP6）                   |
| 2016年第4彈 | 2016年3月25日  | 全64種（普通2+稀有44+活動稀有18）                           |

### 舞台
以下是舞台配對的歌曲（歌名引用日文版）：
| 舞台種類    | 舞台名稱                     | BGM                                        | 追加時期    | 类型   |
| ----------- | ---------------------------- | ------------------------------------------ | ----------- | ------ |
| Cute        | Sky Sweet                    | アイドル活動!                              | 第1彈       | 演唱會 |
| Cute        | Triple Melody                | カレンダーガール                           | 第1彈       | 演唱會 |
| Cute        | Sweet Chocolate              | Growing for a dream                        | 第2彈       | 時裝秀 |
| Cute        | Fairy Dream                  | 同じ地球のしあわせに                       | 第4彈       | 時裝秀 |
| Cute        | Fancy Action                 | 右回りwonderland                           | 第5彈       | 戲劇   |
| Cute        | Aerial Park                  | オリジナルスター☆彡                        | 2014年第1彈 | 演唱會 |
| Cute        | Heavens Runway               | Dance in the Rain                          | 2014年第2彈 | 時裝秀 |
| Cute        | Fairy Flower                 | オーロラプリンセス                         | 2014年第3彈 | 演唱會 |
| Cute        | Stars Dream Festival         | ハッピィクレッシェンド                     | 2014年第3彈 | 演唱會 |
| Cute        | Girly Room                   | SHINING LINE＊                             | 2014年第4彈 | 演唱會 |
| Cute        | Aikatsu!8                    | SHINING LINE＊                             | 2014年第5彈 | 演唱會 |
| Cute        | Floral Garden                | ハートのメロディ                           | 2014年第6彈 | 時裝秀 |
| Cute        | Luminas Hall Stage           | Let'sアイカツ!                             | 2016年 **   | 演唱會 |
| Cute        | Dreaming Cute                | Let'sアイカツ!                             | 2015年第1彈 | 演唱會 |
| Cute        | Blue Sky Lake                | Du-Du-Wa DO IT!!                           | 2015年第1彈 | 演唱會 |
| Cute        | New Year Lake                | Du-Du-Wa DO IT!!                           | 2015年第2彈 | 演唱會 |
| Cute        | Lovely Sky                   | 恋色パッション                             | 2015年第2彈 | 演唱會 |
| Cute        | Sun Paradise                 | Blooming♡Blooming                          | 2015年第3彈 | 演唱會 |
| Cute        | Welcome Café                 | Lovely Party Collection                    | 2015年第4彈 | 時裝秀 |
| Cute        | Aikatsu8 2015                | Lovely Party Collection                    | 2015年第6彈 | 演唱會 |
| Cute        | Fashion Square               | Pretty Pretty                              | 2015年第4彈 | 演唱會 |
| Cute        | Afternoon Tea                | ハローニューワールド                       | 2015年第4彈 | 時裝秀 |
| Cute        | Spring Colored Sky           | 愛がーる                                   | 2015年第4彈 | 演唱會 |
| Cute        | Märchen March                | リルビーリルウィン                         | 2015年第6彈 | 演唱會 |
| Cute        | Luminas Festival             | リルビーリルウィン                         | 2015年第6彈 | 演唱會 |
| Cute        | Dream Line                   | START DASH SENSATION                       | 2016年 **   | 時裝秀 |
| Cute        | Angel Sky                    | スマイルジャンプ                           | 2016年 **   | 演唱會 |
| Cute        | Happiness Toys               | シアワセ方程式                             | 2016年 **   | CM     |
| Cool        | Star Ship                    | Signalize!                                 | 第1彈       | 演唱會 |
| Cool        | Milky Way                    | Prism Spiral                               | 第1彈       | 時裝秀 |
| Cool        | Aurora Galaxy                | Prism Spiral                               | 2014年第3彈 | 演唱會 |
| Cool        | Police Action                | 真夜中のスカイハイ                         | 第2彈       | 戲劇   |
| Cool        | Dark Palace                  | 硝子ドール                                 | 第3彈       | 演唱會 |
| Cool        | Musical Neon                 | アイドル活動!（Ver.Rock）                  | 2014年第1彈 | 演唱會 |
| Cool        | Dream Star                   | アイドル活動!（Ver.Rock）                  | 2014年第3彈 | 時裝秀 |
| Cool        | Rock'n Rock                  | KIRA☆Power                                 | 2014年第1彈 | 時裝秀 |
| Cool        | Stardust Music               | KIRA☆Power                                 | 2014年第2彈 | 演唱會 |
| Cool        | Jewel Trap                   | ミトレジャーノ                             | 2014年第3彈 | 戲劇   |
| Cool        | Belt-Chained Dome            | Sweet Sp!ce                                | 2014年第5彈 | 演唱會 |
| Cool        | Gothic House                 |                                            | 2014年第5彈 | 時裝秀 |
| Cool        | Nightmare Party              | 2015年第1彈                                | 時裝秀      |        |
| Cool        | Electric Time                | stranger alien                             | 2014年第6彈 | 時裝秀 |
| Cool        | Secret Forest                | タルト・タタン                             | 2015年第1彈 | 演唱會 |
| Cool        | Neon Cage                    | MY SHOW TIME!                              | 2015年第4彈 | 演唱會 |
| Cool        | Silent Place                 | チュチュ・バレリーナ                       | 2015年第4彈 | 演唱會 |
| Cool        | Open Air Music               | Hey! little girl                           | 2015年第5彈 | 時裝秀 |
| Cool        | Road of Wishes               | エメラルドの魔法                           | 2015年第6彈 | 時裝秀 |
| Cool        | Dancing Runway Music         | LOVE GAME                                  | 2016年 **   | 時裝秀 |
| Cool        | Idol Universe War "Ozoracon" | ロンリー・グラヴィティ                     | 2016年 **   | 戲劇   |
| Cool        | Queen's Garden               | いばらの女王                               | 2016年 **   | 演唱會 |
| Sexy        | Clubhouse                    | Move On Now!                               | 第1彈       | 演唱會 |
| Sexy        | Neon Road                    | Trap of Love                               | 第2彈       | 時裝秀 |
| Sexy        | Christmas                    | We wish you a merry Christmas AIKATSU Ver. | 第2彈       | 時裝秀 |
| Sexy        | Spy Action                   | Thrilling Dream                            | 第3彈       | 戲劇   |
| Sexy        | Night Fever                  | Take Me Higher                             | 第5彈       | 演唱會 |
| Sexy        | Tristar Festival             | Take Me Higher                             | 2015年第6彈 | 演唱會 |
| Sexy        | STAR☆ANIS                    | ヒラリ／ヒトリ／キラリ                     | 第6彈       | 演唱會 |
| Sexy        | Princess                     | Moonlight Destiny                          | 第6彈       | 時裝秀 |
| Sexy        | Masquerade                   | Wake Up My Music                           | 第6彈       | 演唱會 |
| Sexy        | Arabian Palace               | Kira・Pata・Shining                        | 2014年第2彈 | 時裝秀 |
| Sexy        | Crescent Cruise              | Precious                                   | 2014年第4彈 | 演唱會 |
| Sexy        | Arabian Dream                | アラビアンロマンス                         | 2014年第5彈 | 戲劇   |
| Sexy        | Mysterious Jungle            | ダンシング☆ベイビー                        | 2014年第6彈 | 演唱會 |
| Sexy        | School Action                | ラブリー☆ボム                              | 2015年第1彈 | 戲劇   |
| Sexy        | Romantic Corridor            | Passion flower                             | 2015年第2彈 | 時裝秀 |
| Sexy        | Jūgoya Goten                 | 薄紅デイトリッパー                         | 2015年第3彈 | 演唱會 |
| Sexy        | Mystic Palace                | Chica×Chica                                | 2015年第5彈 | 演唱會 |
| Sexy        | Glowing High Heel            | lucky train!                               | 2016年 **   | 演唱會 |
| Sexy        | Thrilling Carat              | 約束カラット                               | 2016年 **   | CM     |
| Pop         | Colorful Fruits              | Angel Snow                                 | 第2彈       | 演唱會 |
| Pop         | Candy Pop                    | 放課後ポニーテール                         | 第2彈       | 時裝秀 |
| Pop         | Quintuple Box                | Fashion Check!                             | 第3彈       | 演唱會 |
| Pop         | Spring School                | G線上のShining Sky                         | 第4彈       | 演唱會 |
| Pop         | Sunny Park                   | ダイヤモンドハッピー                       | 第5彈       | 演唱會 |
| Pop         | Soleil Festival              | ダイヤモンドハッピー                       | 2015年第6彈 | 演唱會 |
| Pop         | Choco Pop Detectives Office  | 新・チョコレート事件                       | 2014年第1彈 | 戲劇   |
| Pop         | TaMaGotChi!（）              | みらくる☆トラベル                          | 2014年第1彈 | 時裝秀 |
| Pop         | Trick House                  | マジカルタイム                             | 2014年第2彈 | 時裝秀 |
| Pop         | Dessert Land                 | CHU-CHU♥RAINBOW                            | 2014年第4彈 | 時裝秀 |
| Pop         | Sunshine Beach               | 笑顔のSuncatcher                           | 2014年第5彈 | 演唱會 |
| Pop         | Night City Road              | オトナモード                               | 2014年第5彈 | 時裝秀 |
| Pop         | Trump Room                   | Good morning my dream                      | 2015年第1彈 | 演唱會 |
| Pop         | Jingle Tree Town             | はろー! Winter Love♪                       | 2015年第2彈 | 演唱會 |
| Pop         | Deep Sea Fantasy             | Poppin' Bubbles                            | 2015年第3彈 | 時裝秀 |
| Pop         | Cookie & Clover              | 恋するみたいなキャラメリゼ                 | 2015年第5彈 | 演唱會 |
| Pop         | Pirates Marina               | サマー☆マジック                            | 2015年第5彈 | 演唱會 |
| Pop         | Aikatsu Restaurant           | Sweet Heart Restaurant                     | 2015年第5彈 | 戲劇   |
| Pop         | Round and Round Monster      | ミエルミエール                             | 2016年 **   | 演唱會 |
| Pop         | Tropical Beach               | ハロー ハロー                              | 2016年 **   | 時裝秀 |
| Cute & Cool | Cute&Cool                    | フレンド                                   | 2014年第6彈 | 時裝秀 |
| 特別系列    | Tristar                      | ダイヤモンドハッピー                       | 第5彈       | 演唱會 |
| 特別系列    | Tristar                      | Take Me Higher                             | 第5彈       | 演唱會 |
| 特別系列    | Animal Runway                | AIKATSU MODE                               | 2014年第2彈 | 時裝秀 |
| 特別系列    | Marine Runway                | AIKATSU MODE                               | 2014年第5彈 | 時裝秀 |
| Campaign    | Welcome Halloween            | Lovely Party Collection                    | 2016年 **   | 時裝秀 |

注意：由於第四季（2016年）日本原版的彈數與日本以外的彈數不一定相同，如有需要，請讀者自行查找相關地區的實際情況。

### 可使用角色

#### 玩家可以使用的角色
2013年至2014年系列的登場角色
- 星宮莓：第1彈開始無限制使用
- 霧矢葵：第1彈開始無限制使用
- 紫吹蘭：第1彈開始無限制使用
- 有栖川乙女：第2彈開始，挑戰破關後可使用
- 藤堂百合華：第3彈開始，挑戰破關後可使用
- 北大路櫻：第4彈開始，挑戰破關後可使用
- 一之瀨楓：第5彈開始，挑戰破關後可使用
- 神崎美月：第6彈以前為CPU專用，第6彈期間無限制使用，2014年第4彈以後挑戰破關後可使用
- 音城星羅：2014年第1彈開始無限制使用
- 冴草紀伊：2014年第1彈開始無限制使用
- 風澤空： 2014年第1彈為CPU專用，2014年第2彈開始挑戰破關後可使用
- 姬里麻利亞： 2014年第3彈開始，挑戰破關後可使用
- 夏樹未來： 2014年第4彈為CPU專用，2014年第5彈開始挑戰破關後可使用
- 大空明里：限2014年第4彈時8大投票及課程教學可使用

2015年系列的登場角色
2013年至2014年角色無法直接使用，改實行"偶像票券"制度，需直接通過偶像挑戰關卡或特殊活動可得到使用一次為限的角色票券。持有2014年以前紀錄的IC卡/ID卡可獲得持有的偶像的99張票券。
- 大空明里：2015年第1彈開始無限制使用
- 冰上堇：2015年第1彈開始無限制使用
- 新条雛姬：2015年第1彈開始無限制使用
- 紅林珠璃：2015年第2彈開始無限制使用
- 藤原雅：2015年第3彈限定出場，故事破關後可使用
- 黑澤凜：2015年第4彈開始，故事破關後可使用
- 天羽圓：2015年第4彈開始，故事破關後可使用
- 栗心音：2015年第5彈限定出場，故事破關後可使用

特別活動可使用角色
- 神谷詩音：限8大投票期間可以使用
- 三輪光：限8大投票期間可以使用
- 服部優：限8大投票期間可以使用

#### CPU專用角色
2013年至2014年系列的登場角色
- 立花米雪兒
- 冰室朝美
- 小久保由佳
- 園田愛莉
- 小友：板野友美造型角色

Special Stage専用角色
- 神谷詩音：通常為CPU專用
- 假面舞會（姬、宮）
- 三輪光：通常為CPU專用

2015年系列的登場角色

## 用語
遊戲內容～
Aikatsu！ 卡片
學生證
Aikatsu！ 手機
特別魅力秀（Special Appeal）
在"Aikatsu！"遊戲裡角色可以使出的表演技能。根據搭配服裝的契合度，依強度可以表現出「服裝魅力」「屬性魅力秀」、「品牌魅力秀」及最高等的「特級品牌魅力秀」。除了個人的表演技能外，遊戲裡也有供複數偶像使用的團體魅力秀及各類期間限定的特別魅力秀。
星座
星座禮服總共有十三套包括(雙魚、水瓶、獅子、金牛、摩羯、天蠍、射手、天秤、白羊、處女、巨蟹、雙子)
根據動畫版的獲得順序記載
星宮莓…於第64話(第二季第14話)獲得雙魚座禮服
霧矢葵…於第71話(第二季第21話)獲得水瓶座禮服
紫吹蘭…於第57(第二季第7話)話獲得獅子座禮服
有栖川乙女…於第83(第二季第33話)話獲得金牛座禮服
藤堂百合香…於第89(第二季第39話)話獲得摩羯座禮服
音城星羅…於第51話(第二季第1話)獲得天蠍座禮服
冴草紀伊…於第66話(第二季第16話)獲得射手座禮服
風澤空…於第61話(第二季第11話)獲得天秤座禮服
姬里瑪莉亞…於第68話(第二季第18話)獲得白羊座禮服
神崎美月…於第75話(第二季第25話)獲得處女座禮服
夏樹未來…於第84話(第二季第34話)獲得巨蟹座禮服
星宮莓與音城星羅…於第98話(第二季第48話)各獲得雙子座禮服
童話
童話禮服分為浪漫童話和夢幻童話
由2015年第1彈至2015年第3彈為浪漫童話
由2015年第4彈至2015年第6彈為夢幻童話
根據動畫版的獲得順序記載
大空明里…於第107話(第三季第6話)獲得天鵝湖浪漫禮服
冰上堇（在遊戲裡為冰上澄玲）…於第108話(第三季第8話)獲得白雪公主浪漫禮服
新條雛希…於第114話(第三季第13話)獲得胡桃夾子浪漫禮服
紅林珠璃…於第110話(第三季第9話)獲得灰姑娘浪漫禮服
星宮莓…於偶像活動！劇場版獲得睡公主浪漫禮服
神崎美月…於偶像活動!劇場版話獲得睡公主浪漫禮服
大空明里…於偶像活動！劇場版話獲得睡公主浪漫禮服
大空明里…於第123話(第三季第22話)獲得拇指姑娘浪漫禮服
新條雛希…於第120話(第三季第19話)獲得美人魚浪漫禮服
藤原雅…於第118話(第三季第17話)表示已擁有輝夜姬浪漫禮服
黑澤凜…於第128話(第三季第27話)獲得木偶奇遇記夢幻禮服
天羽圓…於第133話(第三季第32話)獲得愛麗絲夢幻禮服
新條雛希…於第141(第三季第40話)話獲得小飛俠夢幻禮服
紅林珠璃…於第174話(第四季第22話)獲得一千零一夜夢幻禮服
栗栖心音…於第135話(第三季第34話)表示已擁有糖果屋夢幻禮服
大空明里…於第147話(第三季第46話)獲得布萊梅夢幻禮服
冰上堇（在遊戲裡為冰上澄玲）…於第144話(第三季第43話)獲得綠野仙蹤夢幻禮服

### 屬性
遊戲的服裝卡可分為四大屬性。當上衣、下身（或連身裝）、鞋子的卡片有相同屬性時，遊戲裡便能使用"屬性"的特別魅力秀。
可愛（Cute）
標誌是粉紅色的心型。其服裝可以使用特別魅力秀"可愛閃光"（Cute Flash）。
勁酷（Cool）
標誌是藍色的菱型。其服裝可以使用特別魅力秀"勁酷閃光"（Cool Flash）。
性感（Sexy）
標誌是紫色的黑桃型。其服裝可以使用特別魅力秀"性感閃光"（Sexy Flash）。
俏皮（Pop）
標誌是橙色的梅花型。其服裝可以使用特別魅力秀"俏皮閃光"（Pop Flash）。
如果使用的卡片類型不同,會加分數300分(特別妙搭+600分)其服裝使用魅力秀(Special Good Coordination　Appeal)

### 品牌
在屬性之上，凡使用標示有共通品牌的造型服裝卡片時，可達成使用"品牌"的特別魅力秀的條件，而使用該品牌的頂級服裝時更能使用"頂級"的品牌魅力秀。從第一季第一彈至第四季第二彈為只共推出十八個品牌。
Angely Sugar（エンジェリーシュガー）
第一季第一彈推出，Cute造型。可發動的品牌魅力秀為Angel Arrow(エンジェルアロ）。
故事中品牌設計師為天羽明日香、代表角色為星宮莓與天羽圓。
FUTURING GIRL（フューチャリングガール）
第一季第一彈推出，Cool造型。可發動的品牌魅力秀為Cosmo Show Time(コスモショ―タイム）。
故事中品牌設計師為神代零、代表角色為霧矢葵。
SPICY AGEHA（スパイシーアゲハ）
第一季第一彈推出，Sexy造型。可發動的品牌魅力秀為Butterfly Flip (バタフライフリップ）。
故事中品牌設計師為橘杏奈、代表角色為紫吹蘭。
Happy Rainbow（ハッピーレインボー）
第一季第二彈推出，Pop造型。可發動的品牌魅力秀為Candy Rainbow (キャンディレインボー）。
故事中品牌設計師為虹原真、代表角色為有栖川乙女。
LoLi GoThiC（ロリゴシック）
第一季第三彈推出，Cool造型。可發動的品牌魅力秀為Clock Circus (クロックサーカス）。
故事中品牌設計師為夢小路魔夜、代表角色為藤堂百合華與冰上堇。
Aurora Fantasy（オーロラファンタジー)
第一季第四彈推出，Cute造型。可發動的品牌魅力秀為Around Bouquet (アラウンドブ一ケ）。
故事中品牌設計師為格理莎、格艾雷娜、代表角色為北大路櫻與姬里瑪莉亞。
LOVE QUEEN（ラブクイーン）／Love Moonrise（ラブムンライズ）
第一季第五彈推出和第二季第四彈推出，Sexy造型。可發動的品牌魅力秀為Double Moon Jewel (ダブルムーンジュエル）。
故事中品牌設計師為自己、代表角色為神崎美月。
Magical Toy（マジカルトイ）
第一季第五彈推出，Pop造型。可發動的品牌魅力秀為Trick Toy Box (トリックトイボックス）。
故事中品牌設計師為馬塞爾、代表角色為一之瀨楓與冴草紀伊。
Swing ROCK（スイングロック）
第二季第一彈推出，Cool造型。可發動的品牌魅力秀為Passion Beat (パッションビート）。
故事中品牌設計師為瑪琪娜、代表角色為音城星羅。
Bohemian Sky（ボヘミアンスカイ）
第二季第二彈推出，Sexy造型。可發動的品牌魅力秀為Sky Oasis (スカイオアシス）。
故事中品牌設計師為自己、代表角色為風澤空。
ViVid Kiss（ヴィヴィッドキス）
第二季第四彈推出，Pop造型。可發動的品牌魅力秀為Cheerful Kiss (チアフルキッス）。
故事中品牌設計師為KAYOKO(佳代子）代表角色為夏樹魅來與新條雛希。
Dreamy Crown（ドリーミィクラウン）
第三季第一彈推出，Cute造型。可發動的品牌魅力秀為Dreaming Heart (ドリーミングハート）。
故事中品牌設計師為瀨名翼、代表角色為大空明里。
Sangria Rosa（サングリアローザ）
第三季第二彈推出，Sexy造型。可發動的品牌魅力秀為Blossom Amore (ブロッサムアモーレ）。
故事中品牌設計師為恩諧洛．篤、代表角色為紅林珠璃。
桜色花伝（さくらいろかでん）
第三季第三彈推出，Sexy造型。可發動的品牌魅力秀為Hanakasa no Mai (華傘の舞）。
故事中品牌設計師未知、代表角色為藤原雅。
Dance Fusion （ダンスフュージョン）
第三季第四彈推出，Cool造型。可發動的品牌魅力秀為Electro Groove (エレクトログルーヴ）。
故事中品牌設計師為Sunny（桑尼）代表角色為黑澤凜。
Retro Clover（レトロなクローバー）
第三季第五彈推出，Pop造型。可發動的品牌魅力秀為World Flight (ワールドフライト）。
故事中品牌設計師為未知、代表角色為栗栖心音。
Dolly Devil （ドーリーデービール）
第四季第一彈推出，Sexy造型。可發動的品牌魅力秀為Wicked Rouge (ヴィキッドルージュ）。
故事中品牌設計師為如月Lucy、代表角色為大地乃乃與白樺莉紗。
Mecha PaniQ （メチャパニック）
第四季第二彈推出，Pop造型。可發動的品牌魅力秀為Munching Monster (モグモグモンスター）。
故事中品牌設計師未知、代表角色為堂島妮娜。

### 學校
星光學園
是一所名門培養偶像的學校。
夢想學園
是另一所名門培養偶像的學校。比起星光學園的單一偶像課程，還增設服裝設計課程以及製作人的課程。

### 隊伍（Unit）
三人組:
- Tristar
- Soleil
- Powapowa-Puririn
- Luminas
- Vanilla Chilli Pepper

雙人組:
- Splash
- Double M(WM)
- 2wingS
- Danicing Diva
- Skips♪
- 熱情✮Jalapeno（情熱✮ハラペーニョ）
- 鬆甜☆撫子（あまふわ☆なでしこ）

8人組:
- STAR☆ANIS
- Aikatsu！8
- Aikatsu！8 2015
- Dream Star

## 遊戲

### 任天堂3DS專用遊戲
任天堂3DS用的軟體。南夢宮萬代遊戲公司、萬代標籤預定於2012年11月15日發售。

#### 2人的my princess
任天堂3DS用的Soft軟體——『Aikatsu！2人的my princess』（Aikatsu！Futari no my princess）。2013年11月21日預定發售的任天堂3DS遊戲第2彈。

## 商品

### Official IC Card
- Aikatsu！Original IC Card
- Official IC Card Set

### Official Binder
- Aikatsu！Official Binder Pink Stage
- Aikatsu！Official Binder Angely Sugar
- Aikatsu！Brand Mix Binder
- Aikatsu！Official Binder Swing Rock
- Aikatsu！9 Pocket Binder Set

### Official Card Set
- 星宮苺 入學Set
- Aikatsu！神崎美月 Idol Queen Set
- Aikatsu！Angely Sugar Collection
- 星宮苺 NEW School Dress Set
- Aikatsu！Good Code Pack

### Official Card Case
- Aikatsu！Official Card Set
- Data Card Das Aikatsu！Official Card Case Blue
- Aikatsu！Official Card Case Dream Academy

### 和菓子食品
- アイカツ!データカードダスグミ
- アイカツ!データカードダスグミ2
- データカードダス アイカツ!シールdeファッションコーデ
- アイカツ!ウキウキポップキャンディー
- アイカツ!データカードダスグミ3
- アイカツ!チョコ イチゴボール
- アイカツ!クリアポーチコレクション
- アイカツ!データカードダスグミ4
- アイカツ!ブランドアクセ&ハートケース
- アイカツ!フィッシュソーセージ
- アイカツ!ウキウキポップキャンディー
- アイカツ!マスコット
- アイカツ!エンジェリーシュガーセレクション
- アイカツ!ひえひえアイスバー
- アイカツ!チョコ イチゴボール（リニューアル）
- アイカツ!キラメキドレスケーキ
- アイカツ!キラキラジュエリーグミ
- アイカツ!クリアポーチコレクション2
- アイカツ!ハッピークリスタルキャンディー
- アイカツ!データカードダスグミ5
- アイカツ!キラキラデコチャーム
- アイカツ!データカードダスグミ ラブコール
- アイカツ!シールdeファッションコーデ2
- アイカツ!デコテープ
- アイカツ!チョコポップアイスバー
- アイカツ!フィッシュソーセージ第2弾
- アイカツ!ファッションドールコレクション
- アイカツ!チョコBIG BOX
- キャラデコ スペシャルデー アイカツ!キラメキドレスケーキ
- アイカツ!データカードダスグミ6
- アイカツ!データカードダスグミリミテッド
- アイカツ!マスコット2
- アイカツ!パッピークリスタルキャンディー第2弾
- アイカツ!クールブランドセレクション
- アイカツ!データカードダス7
- アイカツ!つながるケースコレクション
- アイカツ!推し麺 みそ野菜ラーメン

### 書籍
- アイカツ! 公式ファンブック デビューレッスン号
- アイカツ! 公式ファンブック Lesson1
- アイカツ! 公式ファンブック Lesson2
- アイカツ! 公式ファンブック Lesson3
- アイカツ! 公式ファンブック Lesson4
- アイカツ! 公式ファンブック Lesson5
- アイカツ! 公式ファンブック 2014 STAGE1
- アイカツ! 公式ファンブック 2014 STAGE2
- アイカツ! 公式ファンブック 2014 STAGE3
- アイカツ! 公式ファンブック 2014 STAGE4
- アイカツ! 公式ファンブック 2014 STAGE5
- アイカツ! 公式ファンブック 2014 STAGE6
- アイカツ! 公式ファンブック 2015 APPEAL1
- アイカツ! 公式ファンブック 2015 APPEAL2
- アイカツ! 公式ファンブック 2015 APPEAL3
- アイカツ! 公式ファンブック 2015 APPEAL4
- アイカツ! 公式ファンブック 2015 APPEAL5
- アイカツ! 公式ファンブック 2015 APPEAL6
- アイカツ! 公式ファンブック 2016 FEVER1
- アイカツ! 公式ファンブック 2016 FEVER2
- アイカツ! 公式ファンブック 2016 FEVER3
- アイカツ! カード ALLコレクション 2013 1st Season
- アイカツ! カード ALLコレクション 2014 2nd Season
- アイカツ! カード ALLコレクション 2015 3rd Season
- アイカツ! カード ALLコレクション 2016 4th Season
- アイカツ! アニメ&コミック
- カラーワイドコミックス アイカツ! vol.1
- カラーワイドコミックス アイカツ! vol.2
- カラーワイドコミックス アイカツ! vol.3
- カラーワイドコミックス アイカツ! vol.4
- アニメディア編集部; 万代南梦宫娱乐・バンダイナムコピクチャーズ・テレビ東京.  . 学研プラス. 2016年8月2日. ISBN 978-4054064799.
- アニメディア編集部; 万代南梦宫娱乐・バンダイナムコピクチャーズ・テレビ東京.  . 学研プラス. 2017年3月28日. ISBN 978-4054065369.

## 漫畫
- 小學館《Ciao》2012年12月號揭載的漫畫。漫畫由白雪萬美（白雪バンビ）作畫。香港由拓植社代理。
- 小學館『Pucchigumi』2013年1月號開始連載。漫畫由朱音作畫。

## 小說
Aikatsu！偶像活動！
2013年8月12日於小學館「Ciao Novels」發售。故事內容以動畫版第1話至第3話為基礎，並加入了小說原創故事內容。
插畫：京
原作：日昇動畫
原案：萬代
文字：大知慶一郎
故事協力：加藤陽一
劇場版 Aikatsu！偶像活動！
2014年12月17日於小學館Junior文庫發售。是同名劇場版動畫的小說版。
企劃／原作：Sunrise
原案：BANDAI
著／腳本：加藤陽一

## 相關網站
- 遊戲
  - （日語）BANDAI《Aikatsu！偶像活動！》公式官網（页面存档备份，存于）
  - （日語）《Aikatsu！偶像活動！》遊戲3DS網站（页面存档备份，存于）